# Ziemomyśl B
Ziemomyśl B (niem. Schönwerder) – osada w Polsce położona w województwie zachodniopomorskim, w powiecie stargardzkim, w gminie Dolice, położona 6 km na południowy wschód od Dolic (siedziby gminy) i 24 km na południowy wschód od Stargardu (siedziby powiatu).
W latach 1975–1998 miejscowość administracyjnie należała do województwa szczecińskiego.
We wsi ruiny ciosowego kościoła z szeroką wieżą zniszczonego w 1945, w pobliżu relikty pałacu z XIX wieku w otoczeniu parku.